# Caligula
Caligula es un género de mariposa nocturna de la familia Saturniidae. Esta especie es asiática y se la encuentra en India, China y el sudeste de Asia. Fue nombrada por el emperador romano Calígula.

## Especies
- Caligula anna (Moore, 1865)
- Caligula boisduvali (Eversmann, 1847)
- Caligula cachara Moore, 1872
- Caligula grotei (Moore, 1858)
- Caligula japonica Moore, 1872
- Caligula jonasi Butler, 1877
- Caligula kitchingi (Brechlin, 2001)
- Caligula lindia Moore, 1865
- Caligula simla (Westwood, 1847)
- Caligula thibeta (Westwood, 1853)